# Jaime Morón
Jaime Morón (Cartagena, Colombia, 26 de noviembre de 1950-Bogotá, Colombia, 2 de diciembre de 2005) fue un futbolista colombiano.
Fue seleccionado en atletismo representando varias veces al departamento de Bolívar en diferentes eventos nacionales como corredor de 100 y 200 metros planos, alternaba el atletismo con el fútbol donde aprovechaba su velocidad para sacar ventaja a los rivales; saltó a las selecciones juveniles de fútbol en el año de 1971, luego a los Panamericanos de Cali y posteriormente con la Selección Preolímpica que eliminó Argentina para ir a los Juegos Olímpicos de Múnich 1972
Casado con Tuly Barros Pavajeau, dejó tres hijos, Tuly Martha, Ela María y Jaime Rafael Morón Barros, donde han nacido cinco nietos, Jaime Enrique, Daniel Felipe, Luna Sofía, Marcela y Jaime.

## Trayectoria
Jugó con Millonarios dos temporadas brillantes: 1971-1974 y de 1977-1982 en las que completó con el equipo embajador 254 partidos y anotó 80 goles. En 1974 pasó al Atlético Nacional en donde jugó solamente 4 partidos y anotó un gol. Con el Deportes Tolima enfrentó dos temporadas: 1975 a 1976, donde jugó 57 partidos y anotó 21 goles, terminó su carrera como futbolista en 1983 jugando para el Deportes Quindío con 7 partidos y un solo gol. En total jugó 322 partidos para anotar 104 goles.
Con la Selección Colombia en las diferentes categorías jugó 30 partidos y anotó 12 goles. Jugó la Copa Libertadores de América con Millonarios en 1973 y 1979.
En Millonarios fue compañero de los uruguayos Julio Avelino Comesaña y Alberto Ferrero, de los paraguayos Julio Gómez, Apolinar Paniagua y Miguel Ángel Sossa, del yugoslavo Dragoslav Šekularac y de los argentinos Nestor Subiat y Oscar Roberto Villano y los colombianos Alejandro Brand, Willington Ortiz, Otoniel Quintana, Arturo Segovia, Hermenegildo Segrera, entre otros, con quienes obtuvo el campeonato de 1972 bajo la dirección de Gabriel Ochoa Uribe.
En 1978 obtuvo una segunda estrella con ese equipo bogotano al lado de los argentinos Sergio Sierra, Juan Jose Irigoyen, Daniel Germán Onega, Daniel Promanzio, Aníbal Tortoriello y Luis Jerónimo López y los colombianos Jorge Abraham Amado, Herirberto Carrillo, Germán Gutiérrez de Piñeres, Willington Ortiz, Jaime Rodríguez Suárez, Arturo Segovia entre otros, dirigidos por el colombianos Jaime Arroyave y el argentino Pedro Dellacha.

## Estadísticas
| Club                   | Temporada             | Liga | Liga  | Copa Libertadores | Copa Libertadores | Total | Total |
| Club                   | Temporada             | PJ.  | Goles | PJ.               | Goles             | PJ.   | Goles |
| ---------------------- | --------------------- | ---- | ----- | ----------------- | ----------------- | ----- | ----- |
| Millonarios · Colombia | 1971-1974 y 1977-1982 | 253  | 80    | 11                | 3                 | 264   | 83    |

## Participaciones en Juegos Olímpicos
| Torneo                   | Sede   | Resultado    |
| ------------------------ | ------ | ------------ |
| Juegos Olímpicos de 1972 | Múnich | Primera fase |

## Estadio Olímpico Jaime Morón León
En 2007 fue aprobado por el Consejo de Cartagena a través del ponente Concejal Antonio Quinto Guerra Varela el cambio de nombre del estadio Pedro de Heredia que está ubicado en el barrio Olaya Herrera de la ciudad de Cartagena. Actualmente recibe el nombre de Estadio Jaime Morón León en honor al jugador cartagenero.

## Palmarés

### Campeonatos nacionales
| Título           | Club        | País     | Año  |
| ---------------- | ----------- | -------- | ---- |
| Primera División | Millonarios | Colombia | 1972 |
| Primera División | Millonarios | Colombia | 1978 |